# Ӛ
Ӛ, ӛ (в Юникоде называется шва с умлаутом) — буква расширенной кириллицы. Используется в хантыйском языке, где является 11-й буквой алфавита и обозначает неогублённый гласный среднего ряда средне-верхнего подъёма [ɘ]. Произошла от кириллической буквы Ә.